# Équation de Böttcher
L'équation de Böttcher, nommé d'après Lucjan Böttcher (1872–1937), est l'équation fonctionnelle
{\displaystyle F(h(z))=(F(z))^{n}~,}
où
- h est une fonction analytique donnée avec un point fixe super-attirant d'ordre n a, c'est-à-dire : {\displaystyle h(z)=a+c(z-a)^{n}+O((z-a)^{n+1})~,} dans un voisinage de a, avec n ≥ 2
- F est la fonction inconnue.

Le logarithme de cette équation fonctionnelle revient à l'équation de Schröder.

## Solution
Lucian Emil Böttcher ébauche une démonstration en 1904 sur l'existence d'une solution analytique F dans un voisinage du point fixe a, tel que F(a) = 0. Cette solution est parfois appelée la coordonnée de Böttcher[réf. souhaitée]. (La démonstration complète a été publiée par Joseph Ritt dans 1920, qui ignorait la formulation originale.)
La coordonnée de Böttcher (le logarithme de la fonction Schröder) conjugue h(z)h(z) dans un voisinage du point fixe à la fonction zn.  Un cas particulièrement important est lorsque h(z) est un polynôme de degré n, et a = ∞.

## Applications
L'équation de Böttcher joue un rôle essentiel dans le domaine de la dynamique holomorphe qui étudie l'itération de polynômes d'une variable complexe.
Les propriétés globales de la coordonnée de Böttcher ont été étudiées par Fatou, Douady et Hubbard.